# Zalman Anokhi
Zalman Isaac Aaronson, connu sous le nom de plume de Zalman Anokhi, né le 18 juillet 1878 à Liady, dans l'oblast de Minsk à l'époque dans l'Empire russe (maintenant en Biélorussie) et mort le 14 octobre 1947 à Tel Aviv est un écrivain et dramaturge de langue yiddish et hébraïque. 

## Biographie
Anokhi est né en 1877 dans une famille hassidique à Liady, où son père Abraham Aaronson occupe le poste de rabbin et de directeur d'une yechiva. Sa mère Myriam est femme au foyer. Anokhi étudie tout d'abord à la yechiva de Telshe en Lituanie, puis avec un groupe d'étudiants du mouvement du Mousar à Minsk. Il vit pendant un certain temps à Gomel, se consacrant aux études profanes et se liant d'amitié avec Hillel Zeitlin, Uri Nisan Gnessin et Yossef Haïm Brenner. Puis il s'installe à Odessa où il est arrêté et emprisonné pendant six mois en raison de ses rapports avec un groupe d'anarchistes. À la suite de sa libération, il part à Vilna avant d'effectuer un tour d'Europe puis de passer une année en Palestine en 1910-1911. 
Anokhi écrit ses premières œuvres en hébreu. Sa première histoire, Ha-Yenuka, publiée en 1903 dans le mensuel Ha-Shiloaḥ parle du fils d'un maitre hassidique qui a perdu la foi et qui se révolte contre son environnement familial. Avec son contenu romantique et son style confessionnel passionné, on peut y reconnaitre un type d'écriture développé par Isaac Leib Peretz et Mordecai Ze`ev Feierberg (ru), mais avec un texte imprégné d'une influence nietzschéenne, pour qui la croyance en Dieu cesse d'être une force essentielle dans la vie humaine moderne. 
En 1905, Anokhi commence à écrire en yiddish. Il rassemble la majorité de ses histoires dans un premier recueil, Tsvishn himel un erd (Entre le ciel et la terre). À partir de 1909 et jusqu'au déclenchement de la Première Guerre mondiale, il va produire cinq recueils supplémentaires.  
Les histoires en hébreu et en yiddish d'Anokhi, remarquables par leur profondeur psychologique et leur description élégante, présentent trois groupes archétypiques de personnages. Le premier, parfaitement représenté dans Ha-Yenuka, est composé de personnes qui paraissent profondément ancrées dans la société juive traditionnelle, mais quelque chose dans leur système de croyance ou de représentation de la réalité, est soudainement remis en question, et ils sont alors condamnés à vivre leur vie avec une âme irrémédiablement meurtrie. Le second groupe se compose de jeunes qui se sont coupés eux-mêmes du monde traditionnel mais n'ont pas réussi à trouver une place dans le monde qu'ils ont adopté, et donc vivent une vie de détachement, d'errance, d'isolement et d'angoisse mentale non résolue. Ces personnages ressemblent alors à ceux d'Uri Nisan Gnessin, de Yossef Haïm Brenner et de Gershon Shofman (en). La description qu'en fait Anokhi se rapproche plus d'une confession autobiographique, que d'une narration romanesque. Le troisième groupe consiste en des gens simples et traditionnels du monde hassidique, qui ont une foi parfaite et qui accepte la réalité avec une certaine dose d'optimisme harmonieux. L'exemple le plus parfait de ce groupe est le rabbin Abba, le protagoniste d'une série de monologues qui se sont avérés très populaires auprès des lecteurs et des auditeurs. Anokhi a été identifié avec ce personnage, organisant régulièrement des lectures à travers l'Europe de l'Est et au-delà, en s'appuyant sur ses dons considérables en tant que narrateur et acteur.
En 1913, installé à Dubulti, près de Riga, il écrit à son ami Shmuel Niger (en), le choc heureux qu'il a ressenti à l'annonce de l'acquittement de Menahem Mendel Beilis accusé de crime rituel. 
Pendant la Première Guerre mondiale, Anokhi vit à Simferopol dans la péninsule de Crimée. En 1921, il part à Moscou où il travaille aux archives du Commissariat aux affaires juives. Il quitte la Russie en 1922, et après un voyage en Amérique du Sud, il s'installe en Palestine, où il trouve un poste de greffier à la municipalité de Tel Aviv. Anokhi reprend alors sa carrière littéraire en hébreu, traduisant ses histoires yiddish et les rassemblant en deux volumes, Rav Aba (Rabbin Abba) de 1927) et Ben shamayim va-arets (Entre le ciel et la terre) en 1945. Il raconte aussi les expériences des nouveaux pionniers en Palestine dans deux pièces dramatiques, Ha-Bayit (La maison) et Ha-Har (La montagne), qui se passent toutes les deux dans les kibboutzim de Galilée, récemment établis. Ses pièces de théâtre seront jouées à partir de 1931 au théâtre Broom de Tel Aviv. 
Anokhi décède le 14 octobre 1947 à Tel Aviv et est enterré au cimetière Trumpeldor.